# Bachar al-Zoubi
Pour les articles homonymes, voir Al-Zoubi.
Ne doit pas être confondu avec Assad al-Zoubi.
Bachar al-Zoubi (en arabe : بشار الزعبي) est un militaire syrien et un chef rebelle de la guerre civile syrienne.

## Biographie
Bachar al-Zoubi rejoint ensuite les rebelles, prend la tête de l'Armée de Yarmouk et devient un des principaux chefs du Front du Sud,.
En avril 2015, le Front du Sud publie un long communiqué condamnant l'idéologie du Front al-Nosra, dans lequel Bachar al-Zoubi déclare : « Nous devons exprimer clairement notre position: ni le Front al Nosra ni toute autre organisation se réclamant de cette idéologie ne nous représente. Nous ne pouvons pas recevoir nos ordres de Zaouahri et Nosra ».